# Poppenhausen (Wasserkuppe)
Poppenhausen (Wasserkuppe) – miejscowość i gmina w Niemczech, w kraju związkowym Hesja, w rejencji Kassel, w powiecie Fulda.